# Zbyněk Pastyřík
Zbyněk Pastyřík (* 22. července 1981 Kyjov) je moravský komunální politik, stavební inženýr a regionální historik, od roku 2014 starosta obce Dambořice.

## Vzdělání a praxe
Absolvent Střední průmyslové školy stavební v Brně v oboru Pozemní stavby. Vystudoval Fakultu stavební VUT v Brně. Jeho odborným zaměřením je navrhování pozemních staveb včetně projektování rekonstrukcí. V roce 2009 dokončil na Ústavu společenských věd FAST VUT v Brně doplňující pedagogické studium. V letech 2009-2014 pracoval na Úřadu městské části Brno-Černovice na pozici vedoucího bytového odboru ÚMČ. Od roku 2014 je dlouhodobě uvolněn pro výkon funkce starosty obce v Dambořicích.

## Politické působení
V komunálních volbách pětkrát kandidoval a pětkrát získal mandát člena zastupitelstva obce Dambořice. Poprvé kandidoval v roce 2002 v pouhých 21 letech, kdy jako lídr vedl vlastní kandidátku a stal se členem Rady obce Dambořice. V následujících dvou volebních obdobích 2006-2014 zastával funkci místostarosty obce a od roku 2014 je starostou obce. V roce 2018 obhájil mandát zastupitele s nejvyšším počtem preferenčních hlasů s vítěznou kandidátkou a obhájil tak i post starosty obce. Mandát zastupitele obhájil také v komunálních volbách v roce 2022. Není členem žádné politické strany ani hnutí.
Ve volbách do Senátu Parlamentu ČR 2022 kandidoval v senátním obvodu č. 79 Hodonín jako nestraník s podporou koalice Moravské zemské hnutí a strany Moravané. Do druhého kola volby však nepostoupil, když se se ziskem 8,23 % hlasů umístil na 5. místě.

## Další činnost
Mezi jeho hlavní zájmy patří regionální historie. Od roku 1998 publikuje na toto téma články v dambořickém obecním zpravodaji. Svými články také přispíval do Věstníku Historicko-vlastivědného kroužku v Žarošicích. Autorsky se podílí na vydávání publikací o historii obce. V roce 2002 zakládal občanské sdružení, nyní spolek KUNSTÁT (kulturní a vlastivědná společnost se sídlem Dambořicích), jehož byl 20 let místopředsedou. Je také členem Historicko-vlastivědného spolku v Žarošicích. V roce 2014 obdržel Pamětní medaili Muzejní a vlastivědné společnosti v Brně za rozvoj vlastivědné práce ve své obci. Jako starosta obce působí v legislativní komisi Svazu měst a obcí ČR.

### Publikace a vědecká činnost
V rámci doktorského studia se věnoval problematice bytových staveb meziválečného funkcionalismu a publikoval následující odborné články (výběr):
- Pastyřík, Z. Bytové stavby funkcionalismu. In: Sborník 8. odborné konference Juniorstav, Brno, 2006, ISBN 80-214-3107-5.
- Pastyřík, Z. Bytové stavby funkcionalismu v Brně. In: www.eStav.cz – stavebnictví, architektura, bydlení, Praha: ABF a.s., 2006, ISSN 1214-0341.
- Pastyřík, Z. Okna bytových staveb funkcionalismu. In: Sborník 9. odborné konference Juniorstav, Brno, 2007, ISBN 978-80-214-3337-3.[18]
- Pastyřík, Z. - Hubáčková, B. Ploché střechy bytových staveb funkcionalismu. In: Sborník konference Zastřešení budov, Brno, 2007, ISBN 978-80-214-3414-1.

### Publikace o historii obce (výběr):
- Pastyřík, Z: Židovská obec Dambořice; vydala Obec Dambořice 2004, ISBN 80-239-6614-6.
- Pastyřík, Z a kol.: Dambořice v proměnách času; vydala Obec Dambořice a KVS Kunstát 2004, ISBN 80-239-6630-8[19].
- Pastyřík, Z: SDH Dambořice 1887-2007, 120 let Sboru dobrovolných hasičů v Dambořicích, vydal SDH Dambořice s KVS Kunstát a Neolit Hýsly, Kyjov 2007, ISBN 80-86923-18-5[20]

## Soukromý život
Zbyněk Pastyřík je ženatý, s manželkou Evou má dvě děti. Od narození žije v Dambořicích.